# Adéle és a múmiák rejtélye (film)

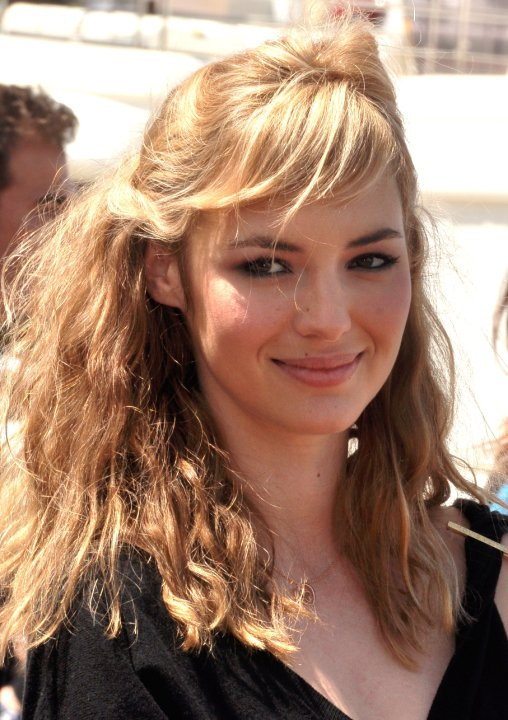
Louise Bourgoin, aki a film hősnőjét játssza
(cannes-i filmfesztivál, 2010)

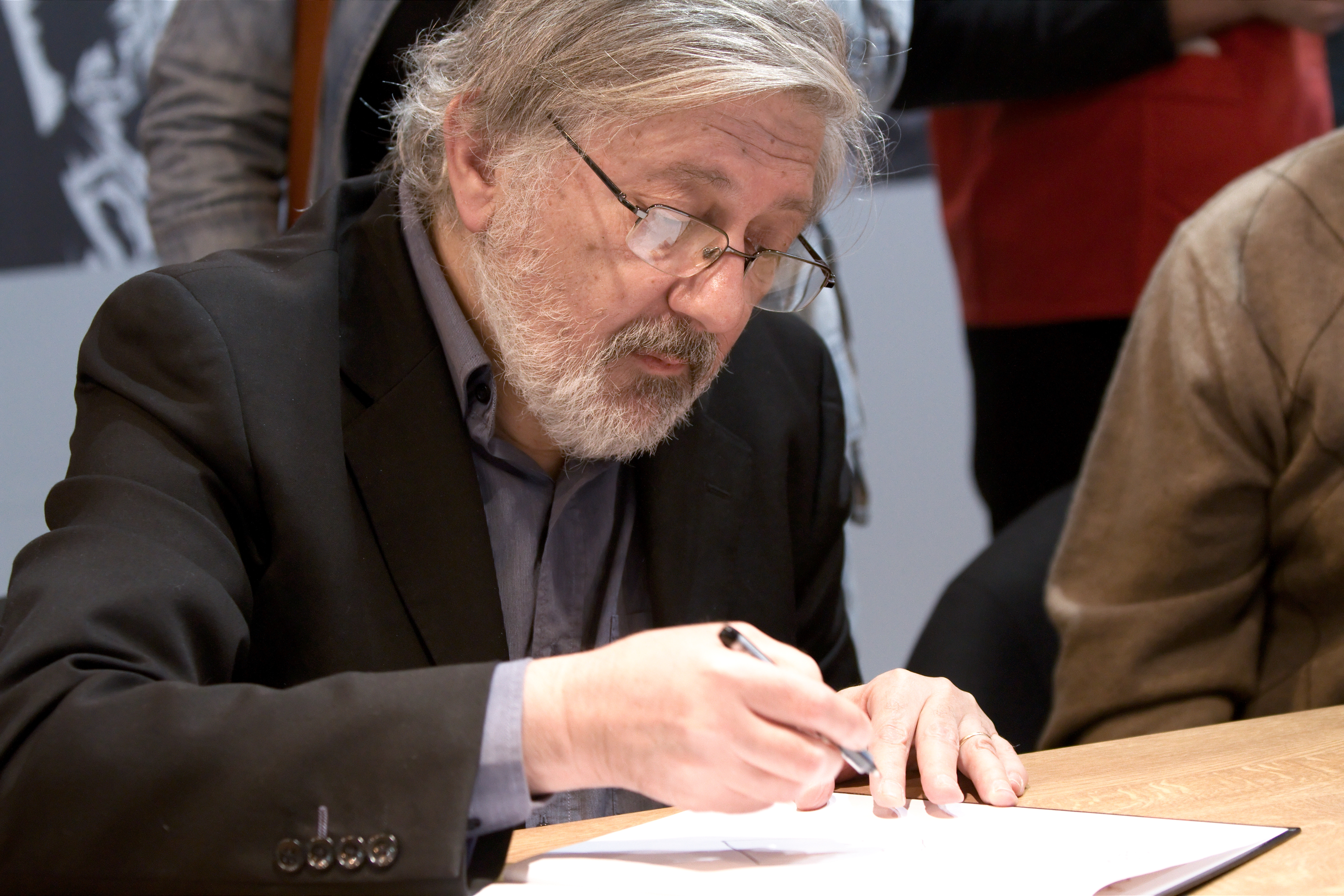
Jacques Tardi, a képregény alkotója a 2010-es párizsi könyvkiállításon

Az Adéle és a múmiák rejtélye (eredeti cím: Les aventures extraordinaires d'Adèle Blanc-Sec) 2010-es francia fantasy kalandfilm. Rendezője Luc Besson. A film története egy azonos című belga képregényen alapszik (1976), melynek írója és rajzolója Jacques Tardi.
A film bemutatója a Fantasztikus filmek brüsszeli nemzetközi filmfesztiválján volt, 2010. április 9-én. Franciaországban, Belgiumban és Svájcban április 14-én kezdték vetíteni.
Magyarországi bemutatója: 2010. szeptember 9.
A film DVD-n és Blu-ray-n 2010. november 24-én jelent meg. Magyarországi DVD és BD megjelenése: 2011. április 5.
A rendező és producer Luc Besson bejelentette a 62. cannes-i filmfesztiválon, hogy tervei szerint a film kiindulópontját képező képregény 1976 és 2007 között megjelent kilenc kötete alapján trilógiát készítene a filmből, aminek története az 1920-as évek Párizsában játszódna.

## Cselekménye
|  | Alább a cselekmény részletei következnek! |

A történet fő szála Párizsban játszódik, az első világháborút megelőző időszakban, 1912-ben.
A film elején Adèle Blanc-Sec újságírónő Peru helyett (ahova az újságja küldte) Egyiptomba megy, hogy Patmozisz, II. Ramszesz fáraó kedvenc orvosának segítségével (akinek múmiáját magával viszi Párizsba és egy telepata professzor segítségével remél feltámasztani) meggyógyítsa a húgát, akinek teniszezés közben egy szerencsétlen véletlen folytán egy kalaptű az agyába fúródott, és ezért évek óta kómában van.
Espérandieu professzor olyan erővel rendelkezik, hogy telepatikus úton kikelt egy 136 millió éves Pterodactylus tojást, amit a Francia Természettudományi Múzeumban őriznek. A Pterodactylus megtámad egy taxit, amiben Párizs rendőrprefektusa utazik egy Moulin Rouge-ban dolgozó hölggyel, a taxi a Szajnába zuhan, és mindannyian meghalnak. Ez pánikot okoz a párizsiak körében, aminek elhárításába Adèle Blanc-Sec is bekapcsolódik (a hivatalos szervek mellett, illetve ellenében).
|  | Itt a vége a cselekmény részletezésének! |

## Szereplők
- Louise Bourgoin mint Adèle Blanc-Sec újságírónő
- Gilles Lellouche mint Léonce Caponi felügyelő
- Jacky Nercessian mint Espérandieu professzor, telepata, Ménard professzor barátja
- Mathieu Amalric mint Dieuleveut, ellenlábas régész (fekete öltönyt és napszemüveget visel)
- Philippe Nahon mint Ménard professzor
- Jean-Paul Rouve mint Justin de Saint-Hubert, vadász
- Nicolas Giraud mint Andrej Zborowski, Ménard professzor asszisztense
- Gérard Chaillou mint Franciaország elnöke
- Laure de Clermont-Tonnerre mint Agathe Blanc-Sec, akivel a baleset történik, Adèle ikertestvére

## Fogadtatás, kritikák
A film vegyes kritikákat kapott a francia sajtótól, még azoktól is, amik Luc Bessont általában kedvezően bírálják el.

## Filmes bakik

### Anakronizmus
- A filmben látható, AJECTA[3] által biztosított 141 TB 407 típusú mozdony azonosító tábláján az „SNCF” felirat látható (SNCF - Franciaország nemzeti vasúttársasága), ez a szervezet azonban csak 1938-ban jött létre.
- A természettudományi múzeum egyik plakátján a Lascaux-i barlang látható, ezt azonban csak 1940-ben fedezték fel.
- II. Ramszesz múmiája Tutanhamon szarkofágjából kerül elő.
- Patmoszisz sírja közelében arany érmék találhatók,[4] azonban az első érme Lüdiában jelenik meg, az i.e. 7. században, tehát kb. 600 évvel később.

## Cameo-megjelenés
Luc Besson ragaszkodott hozzá, hogy a filmben Jacques Tardi is jelenjen meg egy kis szerepben. Egy egész mondatot kellett volna mondania, de végül csak egy „Köszönöm!” lett a szövege. A jelenetben Tardi fia is megjelenik, mint csomagkihordó.

## Díjak, elismerések
A 2011-es César-díj-at kapta a „legjobb díszlet” kategóriában, és jelölést kapott a „legjobb jelmez” kategóriában.

## Filmkészítési körülmények
Az EuropaCorp, Luc Besson és Pierre-Ange Le Pogam filmstúdiója 2008 januárjában bejelentette, hogy megszerezte a Jacques Tardi által készített Les Aventures extraordinaires d'Adèle Blanc-Sec képregény jogait, ami alapján három játékfilmet kívánnak elkészíteni. Jacques Tardi kezdetben elutasította az együttműködést.
A forgatókönyv megírásához Luc Besson az első négy kötetből kettőt használt fel, ezek az  Adèle et la Bête (1976) és a Momies en Folie (1978) voltak.
A film forgatása Párizsban, 2009 augusztusában kezdődött. A forgatás itt tizennyolc hétig tartott, 2009 augusztusa és novembere között zajlott le.
2009 decemberében a forgatócsoport Egyiptomba utazott, Kairóba, hogy eredeti, természetes helyszínen forgassanak. A filmezés reggel hat órakor kezdődött, hogy a turisták ne zavarják meg a jeleneteket. Az egyiptomi belső jeleneteket egy 800 m²-es stúdióban vették fel, ehhez nyolc hónapos előkészítő munka volt szükséges. Az utolsó jeleneteket a párizsi Gare de l'Est vasúti pályaudvar előtt vették fel 200 statiszta és 50 gépjármű közreműködésével. „Itt már megvolt a veszélye annak, hogy esni kezd a hó.” - mondta a rendező.

## Fordítás
- Ez a szócikk részben vagy egészben  a   The Extraordinary Adventures of Adèle Blanc-Sec című angol Wikipédia-szócikk fordításán alapul.  Az eredeti cikk szerkesztőit annak laptörténete sorolja fel. Ez a jelzés csupán a megfogalmazás eredetét és a szerzői jogokat jelzi, nem szolgál a cikkben szereplő információk forrásmegjelöléseként.
- Ez a szócikk részben vagy egészben  az   Adèle und das Geheimnis des Pharaos című német Wikipédia-szócikk fordításán alapul.  Az eredeti cikk szerkesztőit annak laptörténete sorolja fel. Ez a jelzés csupán a megfogalmazás eredetét és a szerzői jogokat jelzi, nem szolgál a cikkben szereplő információk forrásmegjelöléseként.
- Ez a szócikk részben vagy egészben  a   Les Aventures extraordinaires d'Adèle Blanc-Sec (film) című francia Wikipédia-szócikk fordításán alapul.  Az eredeti cikk szerkesztőit annak laptörténete sorolja fel. Ez a jelzés csupán a megfogalmazás eredetét és a szerzői jogokat jelzi, nem szolgál a cikkben szereplő információk forrásmegjelöléseként.